# Тетяна Маслані
Тетяна Габріела Маслані (22 вересня 1985 , Реджайна, Канада ) — канадська акторка театру, кіно, телебачення та озвучування. Лауреатка премії «Еммі» (2016) та двох премій «Джеміні» (2009, 2010). Акторську кар'єру Тетяна Маслані почала з невеликих ролей у канадських телепрограмах для дітей, після чого знялася в таких фільмах, як «Сестра перевертня» (2004), «Щоденники мерців» (2007), «Проблиск геніальності» (2008) та «Прошивка» (2009), а також виконувала головні ролі у канадських телефільмах.
За головні ролі в незалежних фільмах «Висхідна кінозірка» (2009) та «Фотосесія» (2012) номінована на найвищу канадську премію «Джині», також отримала дві премії «Джеміні» за роботу на телебаченні і спеціальний приз журі кінофестивалю «Санденс» за роль у фільмі «Висхідна кінозірка» (2009).
Проривом у кар'єрі стала робота у серіалі «Чорна сирітка» (2013—2017), де вона втілила відразу безліч персонажок, як позитивних, так і негативних. За цю роботу у 2013 році Маслані удостоєна премії Асоціації телевізійних критиків за особисті досягнення у драмі й «Вибір телевізійних критиків», у 2014 номінована на премію «Золотий глобус» за «Найкращу жіночу роль в телевізійному серіалі — драма», а у 2015 році на премію «Еммі» за «Найкращу жіночу роль у драматичному телесеріалі». У 2016 році відзначена вищою американською телепремією «Еммі» в номінації «Найкраща жіноча роль у драматичному серіалі», «Темна сирітка» (2013—2017). Тетяна Маслані стала першою канадською акторкою, що отримала цю премію в основній акторській категорії.

## Життєпис
Народилася 22 вересня 1985 року в Реджайні, Саскачеван, Канада. Мати, Ренате Маслані, перекладачка, батько Ден Маслані — тесляр. Має двох молодших братів, Деніела та Майкла. Маслані має австрійські, німецькі, польські, румунські та українські корені.
В початковій школі вивчала французьку, де її викладала мати, пізніше почала вчити англійську. Бабуся і дідусь говорили німецькою. Маслані також трохи говорить іспанською. Займалася танцями з чотирьох років і грала в шкільних мюзиклах у дев'ять. З дитинства також грала в шкільному театрі. У 2003 році закінчила середню школу, де брала участь у багатьох театральних постановках. Після закінчення середньої школи деякий час подорожувала, перш ніж оселитися в Торонто, Онтаріо у 20-річному віці.
З 2011 року зустрічається з актором Томом Калленом, з яким познайомилася на зйомках 4-го сезону телесеріалу «Світ без кінця».

## Кар'єра

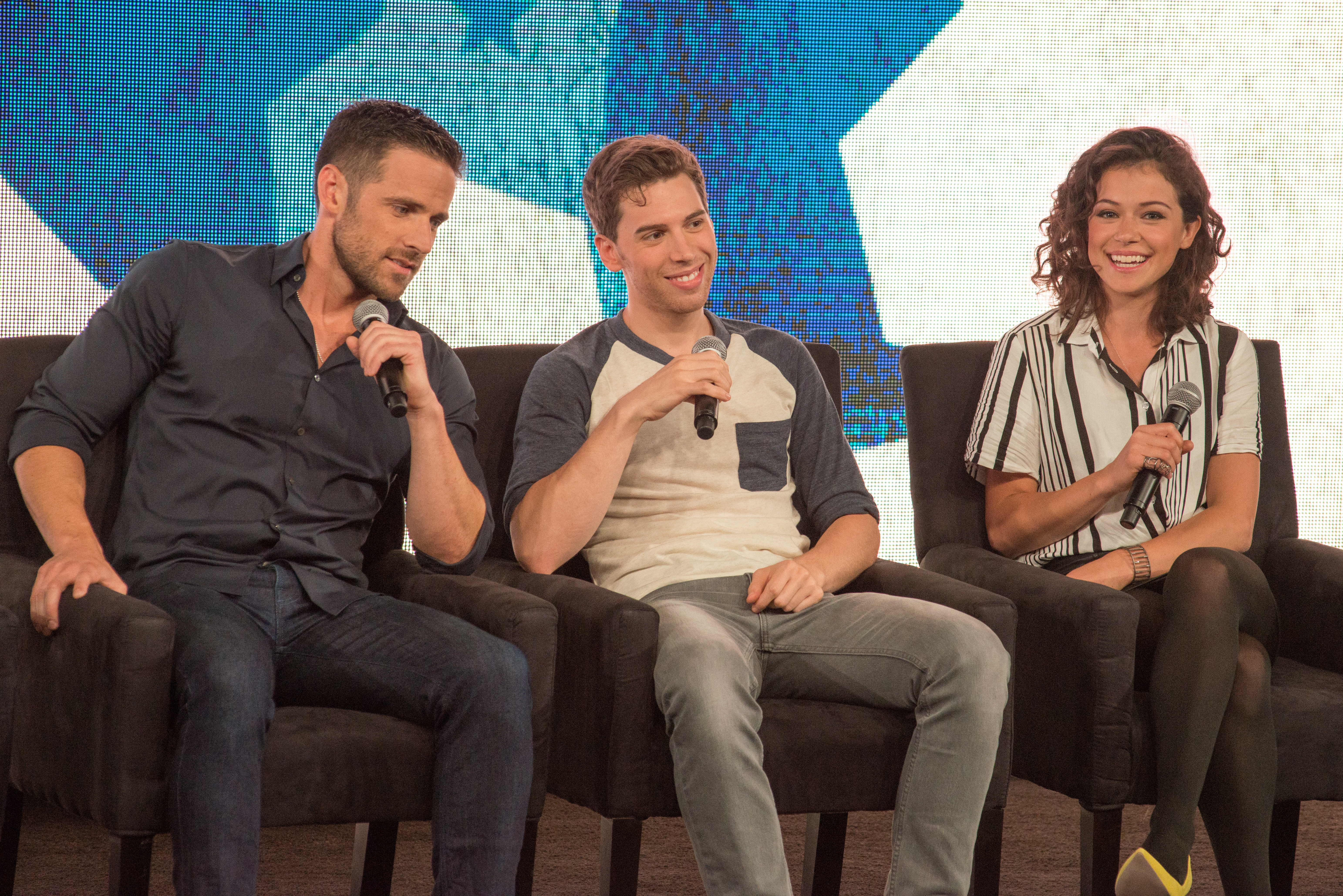
Ділан Брюс, Джордан Джаваріс і Тетяна Маслані 2014 року

Акторську кар'єру Маслані почала з невеликих ролей в таких телесеріалах, як «Incredible Story Studio» (1997—2002) і «2030 CE» (2002—2003), за що отримала премію «Blizzard Award» в номінації «Найкраща жіноча роль». Згодом зіграла Діану Міллс у короткометражному фільмі «Сольний концерт» (2003). Також втілила дівчинку на ім'я Дух у другій частині трилогії Джона Фоусета «Сестра перевертня», де її партнерами по фільму стали Емілі Перкінс, Кетрін Ізабель, Брендан Флетчер та ін. За роботу отримала премію «Chainsaw Award» у номінації «Найкраща жіноча роль другого плану».
Першу популярність здобула роллю в канадському підлітковому серіалі «Renegadepress.com», яка принесла номінацію на «Джеміні» за найкращу жіночу роль у драматичному серіалі у 2005 році. Пізніше виграла дві премії у номінації «Найкраща запрошена акторка в драматичному телесеріалі», «Гаряча точка» (2009) та «Хартленд» (2010). Далі Маслані продовжила виконувати головні ролі в канадських телефільмах: «Наодинці з долею» (2005), «У пастці» (2006), «Буки залишає свій слід» (2006), «Наречена-злодійка» (2007) та «Відлуння луни 2: Повернення» (2007).

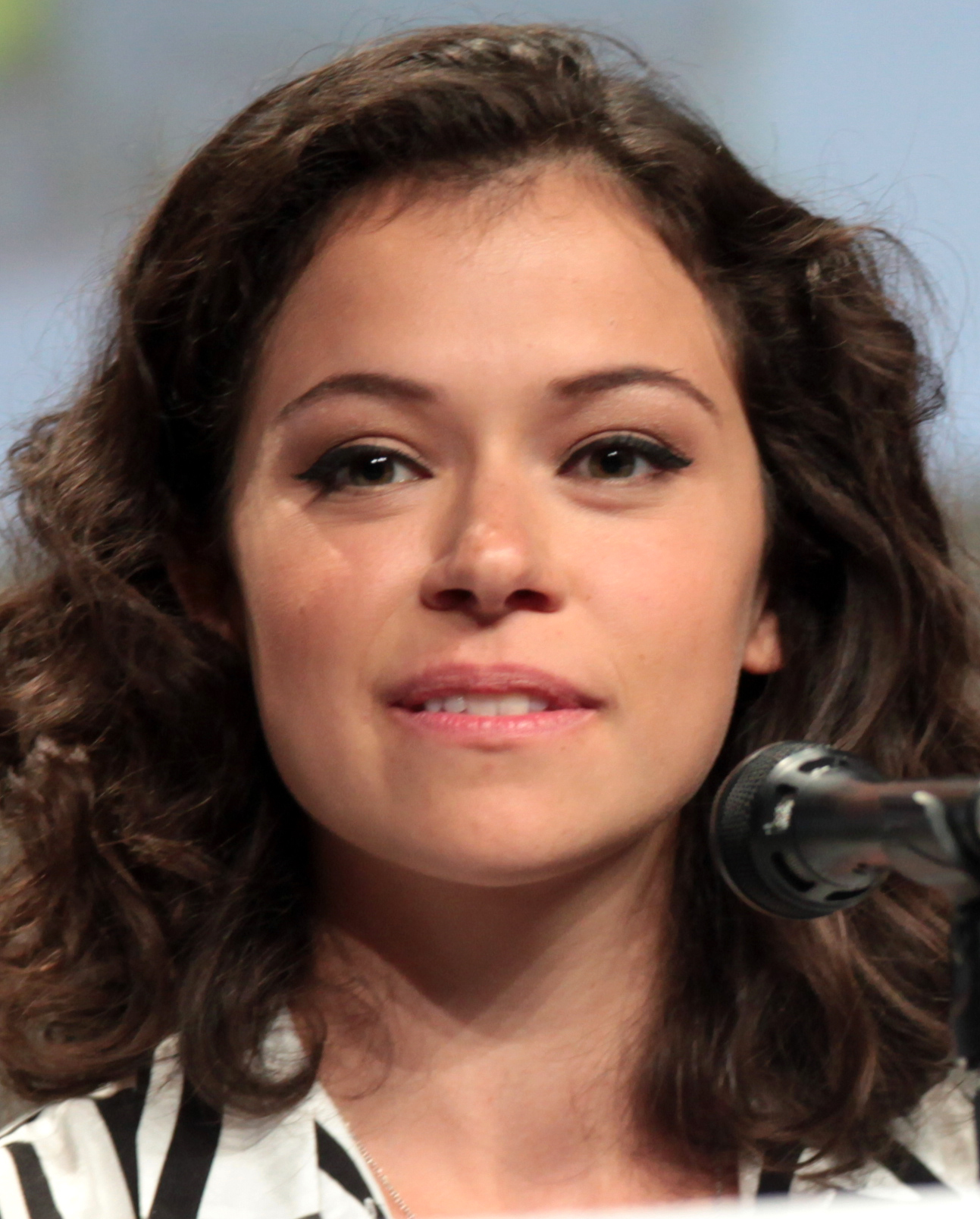
Тетяна Маслані на San Diego Comic-Con International в 2014 році

У 2010 році отримала спеціальний приз журі кінофестивалю «Санденс» за головну роль в незалежному фільмі «Висхідна кінозірка». Також роль принесла номінацію на вищу канадську премію «Джині» за «Найкращу жіночу роль» у 2011 році. Також виконала ролі другого плану в фільмах «Посланці» (2007), «Щоденники мерців» (2007), «Проблиск геніальності» (2008), «Прошивка» (2009) та «Клятва» (2012). У 2012 році зіграла Клер в драматично-комедійному фільмі «Фотосесія» зі Спенсером Ван Віком, Сьюзен Кейн, Фіоною Гайєт. В основі сюжету — учаниця, що залишається на другий рік у школі й опиняється між двома світами: дорослих і дітей. За цю роботу Маслані отримала премію «Philip Borsos Award» і «Премію Канадської академії кіно і телебачення» в номінації «Найкраща жіноча роль».
Починаючи з 2013 року, Тетяна Маслані грає головну героїню Сару Меннінг і її декількох клонів (Гелену, Косіму Ніхаус, Елісон Гендрікс, Рейчел Данкан та ін.) в канадському телесеріалі «Чорна сирітка». В основі сюжету — сирота Сара, чиє безрадісне життя затьмарюється тим, що вона мимоволі стає свідкою самогубства молодої жінки, дуже схожої на неї. Ця роль принесла Маслані премії Асоціації телевізійних критиків за особисті досягнення у драмі і «Вибір телевізійних критиків», а також хороші відгуки критиків. Багато критиків відзначали, що Маслані варта «Еммі» за найкращу жіночу роль у драматичному телесеріалі, попри те, що є канадкою, а її серіал виходить на молодому каналі BBC America. За цю роботу Маслані була номінована на «Еммі», «Золотий глобус» і «Премію Гільдії кіноакторів США» у 2014, 2015 роках, за «Кращу жіночу роль у драматичному телесеріалі», а також на ряд інших престижних нагород і премій. У 2016 році вона була відзначена вищою американською телепремією «Еммі» в номінації «Найкраща жіноча роль у драматичному телесеріалі».
Маслані мала постійну роль в драматичному серіалі Райана Мерфі «Поза» 2018 року, але пізніше її замінила Шарлейн Вудард. Вона знялася з Ніколь Кідман у кримінальному трилері «Руйник», світова прем'єра якого відбулася на кінофестивалі Telluride у серпні 2018 року. Далі працювала з Браяном Кренстоном у бродвейській постановці «Мережа» у 2019 році. Знялася в ролі сестри Аліси із Меттью Різом, в драматичному мінісеріалі HBO Перрі Мейсон, прем'єра якого відбулася в червні 2020 року.
У вересні 2020 року Deadline Hollywood повідомив, що Маслані обрана на головну роль Дженніфер Волтерс/Жінки-Галка у серіалі Disney+ «Вона-Галк», дія якого відбувається у кінематографічному всесвіті Marvel. Хоча Маслані спочатку заперечувала, що був проведений кастинг, Marvel Studios підтвердила кастинг Маслані в грудні 2020 року.

## Фільмографія
| Рік       |    | Українська назва                   | Оригінальна назва                      | Роль                                                                                           |
| --------- | -- | ---------------------------------- | -------------------------------------- | ---------------------------------------------------------------------------------------------- |
| 1997—2002 | с  |                                    | Incredible Story Studio                | різні ролі                                                                                     |
| 2002—2003 | с  |                                    | 2030 CE                                | Ромі Грейсон                                                                                   |
| 2003      | кф | Сольний концерт                    | The Recital                            | Діана Міллс                                                                                    |
| 2004      | ф  | Сестра перевертня                  | Ginger Snaps 2: Unleashed              | Дух                                                                                            |
| 2004      | с  |                                    | Renegadepress.com                      | Мелані                                                                                         |
| 2005      | тф | Наодинці з долею                   | Dawn Anna                              | Лорен «Лулу» / Дон Таунсенд                                                                    |
| 2006      | тф | У пастці                           | Trapped!                               | Гвен                                                                                           |
| 2006      | с  | Історія Томмі Дугласа              | Prairie Giant: The Tommy Douglas Story | доктор Томмі                                                                                   |
| 2006      | тф | Букі залишає свій слід             | Booky Makes Her Mark                   | Беатріс «Букі» Томсон                                                                          |
| 2007      | тф | Наречена-злодійка                  | The Robber Bride                       | Августа                                                                                        |
| 2007      | тф | Відлуння лунт 2: Повернення        | Stir of Echoes: The Homecoming         | Семмі                                                                                          |
| 2007      | с  | Творча відпустка                   | Sabbatical                             | Гвінет Марло                                                                                   |
| 2007      | ф  | Посланці                           | The Messengers                         | Ліндсей Роллінз                                                                                |
| 2007      | ф  | Вада на експорт                    | Eastern Promises                       | Тетяна                                                                                         |
| 2007      | ф  | Щоденники мерців                   | Diary of the Dead                      | Мері Декстер                                                                                   |
| 2007      | ф  | Пізній фрагмент                    | Late Fragment                          | Індіа                                                                                          |
| 2008      | ф  | Проблеск геніальності              | Flash of Genius                        | Кеті                                                                                           |
| 2008      | с  | Наднова зірка                      | Instant Star                           | Цеппелін Дайер                                                                                 |
| 2008      | с  | Стати королями                     | Would Be Kings                         | Різ                                                                                            |
| 2008      | с  | Гаряча точка                       | Flashpoint                             | Пенні                                                                                          |
| 2008      | тф | Старий добрий День Подяки          | An Old Fashioned Thanksgiving          | Матильда «Тіллі» Бассетт                                                                       |
| 2008—2010 | с  | Хартленд                           | Heartiand                              | Кіт Бейлі                                                                                      |
| 2009      | ф  | Захисник                           | Defendor                               | Ольга                                                                                          |
| 2009      | ф  | Зростаюча кінозірка                | Grown Up Movie Star                    | Рубі Фрай                                                                                      |
| 2009      | ф  | Прошивка                           | Hardwired                              | Панк «Ред»                                                                                     |
| 2009      | с  | Той, що читає думки                | The Listener                           | Ханна Сіммонс                                                                                  |
| 2009—2011 | с  | Бути Ерікою                        | Being Erica                            | Сара Векслер                                                                                   |
| 2010      | ф  | Туалет                             | Toiretto                               | Ліза                                                                                           |
| 2010      | кф | Вгору і вниз                       | Up & Down                              | дівчина                                                                                        |
| 2010      | ф  | До погашення                       | In Redemption                          | Маргарет                                                                                       |
| 2010      | с  | Кровопускання і дивовижні зцілення | Bloodietting & Miraculous Cures        | Дженіс                                                                                         |
| 2010      | с  | Різдво                             | The Nativity                           | Мері                                                                                           |
| 2011      | кф | Дарла                              | Darla                                  | друг                                                                                           |
| 2011      | ф  | Неназваний                         | The Entitled                           | Дженна                                                                                         |
| 2011      | ф  | Вайолет і Дейзі                    | Violet & Daisy                         | Ейпріл                                                                                         |
| 2011      | с  | Люди Альфа                         | Alphas                                 | Трейсі Бомонт                                                                                  |
| 2011      | тф | Вірний постріл                     | Certain Prey                           | Клара Рінкер                                                                                   |
| 2012      | ф  | Клятва                             | The Vow                                | Лілі                                                                                           |
| 2012      | ф  | Фотосесія                          | Picture Day                            | Клер                                                                                           |
| 2012      | ф  | Під тиском                         | Blood Pressure                         | Кет Тресман                                                                                    |
| 2012      | с  | Світ без кінця                     | World Without End                      | сестра Мейр                                                                                    |
| 2013      | ф  | Кас і Ділан                        | Cas & Dylan                            | Ділан Морган                                                                                   |
| 2013      | с  | Надломлені душі                    | Cracked                                | Хейлі Котарно / Ізабель Енн Фергус                                                             |
| 2013—2017 | с  | Чорна сирітка                      | Orphan Black                           | Сара Меннінг / Хелена / Косіма Ніхаус Елісон Хендрікс / Рейчел Данкан / Елізабет Чайлдс та ін. |
| 2013      | с  | Парки та зони відпочинку           | Parks and Recreation                   | Надя Стаскі                                                                                    |
| 2015      | ф  | Жінка в золоті                     | Woman in Gold                          | Марія Альтман у молодості                                                                      |
| 2015      | мс | Кінь БоДжек                        | BoJack Horseman                        | Міа Маккіббін (голос)                                                                          |
| 2016      | ф  | Двоє закоханих і ведмідь           | Two Lovers and a Bear                  | Люсі                                                                                           |
| 2016      | ф  | Друга половина                     | The Other Half                         | Емілі                                                                                          |
| 2016      | кф | Окрім усього                       | Apart from Everything                  | Фран                                                                                           |
| 2016      | мс | Робоцип                            | Robot Chicken                          | Барбі                                                                                          |
| 2017      | ф  | Сильніше                           | Stronger                               | Ерін Херлі                                                                                     |
| 2018      | с  | П'яна історія                      | Drunk History                          | Еммелін Панкгерст (Епізод: "Let's Find Out")                                                   |
| 2019      | ф  |                                    | Pink Wall                              | Дженна Делані                                                                                  |
| 2020      | с  | Перрі Мейсон                       | Perry Mason                            | Еліс Маккіган                                                                                  |
| 2022      | с  | Вона-Галк                          | She-Hulk                               | Дженніфер Волтерс / Вона-Галк                                                                  |
| 2023      | ф  | Метелик Патрік: на крилах мрії     | Butterfly Tale                         | Дженніфер                                                                                      |
| 2025      | ф  | Мавпа                              | The Monkey                             | Лоїс                                                                                           |

## Музичні відео
| Рік  | Альбом                           | Пісня               |
| ---- | -------------------------------- | ------------------- |
| 2013 | The Lonely Island fead. Pharrell | «Hugs»              |
| 2015 | Son Lux                          | «You don't Know Me» |

## Аудіокниги
| Рік  | Назва       | Роль | Примітки                  |
| ---- | ----------- | ---- | ------------------------- |
| 2015 | Locke & Key | Додж | 13-ти годинна аудіо-драма |

## Роботи в театрі
| Рік       | Постановка                                       | Роль    | Місце проведення             | Іст.          |
| --------- | ------------------------------------------------ | ------- | ---------------------------- | ------------- |
| 1995      | Олівер                                           | Сирітка | Літня естрада, Реджайна      | [ 14 ] [ 15 ] |
| 2003-2004 | Таємний сад                                      | Мері    | Театр «Глобус», Реджайна     | [ 16 ]        |
| 2006      | Джордж Данден                                    | Ангел   | Театр «Глобус», Реджайна     | [ 17 ]        |
| 2007      | Різдвяна історія                                 | Бель    | Театр «Глобус», Реджайна     |               |
| 2009      | Собака бачить бога: Сповідь підліткового бовдура | Сестра  | Six Degrees Theatre, Торонто | [ 18 ]        |
| 2012      | Інші люди                                        | Петра   | Tank House Theatre, Торонто  | [ 19 ]        |

## Нагороди та номінації
Список наведено згідно з даними сайту IMDb.
| Рік  | Нагорода                             | Категорія                                              | Робота                             | Результат |
| ---- | ------------------------------------ | ------------------------------------------------------ | ---------------------------------- | --------- |
| 2005 | Джеміні                              | Найкраща жіноча роль у дитячій або молодіжній програмі | Renegadepress.com                  | Номінація |
| 2009 | Джеміні                              | Найкраща запрошена акторка у драматичному серіалі      | Гаряча точка                       | Перемога  |
| 2010 | Санденс                              | Спеціальний приз журі                                  | Зростаюча кінозірка                | Перемога  |
| 2010 | Джеміні                              | Найкраща запрошена акторка у драматичному серіалі      | Кровопускання і дивовижні зцілення | Перемога  |
| 2010 | Джині                                | Найкраща жіноча роль                                   | Зростаюча кінозірка                | Номінація |
| 2012 | Whistler Film Festival               | Найкраща акторка                                       | Фотосесія                          | Перемога  |
| 2013 | ACTRA Award                          | Найкраща жіноча роль                                   | Фотосесія                          | Перемога  |
| 2013 | Вибір телевізійних критиків          | Найкраща жіноча роль у драматичному серіалі            | Чорна сирітка                      | Перемога  |
| 2013 | Асоціація телевізійних критиків      | Премія за особисті досягнення в драмі                  | Чорна сирітка                      | Перемога  |
| 2013 | Young Hollywood Awards               | Прорив року                                            | Чорна сирітка                      | Перемога  |
| 2013 | Hamptons International Film Festival | Найкращий жіночий прорив                               | Фотосесія                          | Перемога  |
| 2013 | Whistler Film Festival               | Найкраща акторка                                       | Кас і Ділан                        | Перемога  |
| 2014 | People's Choice Awards               | Найкраща акторка науково-фантастичного серіалу         | Чорна сирітка                      | Номінація |
| 2014 | Золотий глобус                       | Найкраща жіноча роль в телевізійному серіалі — драма   | Чорна сирітка                      | Номінація |
| 2014 | Супутник                             | Найкраща жіноча роль в телевізійному серіалі — драма   | Чорна сирітка                      | Номінація |
| 2014 | Canadian Screen Awards               | Найкраща жіноча роль у драматичному серіалі            | Чорна сирітка                      | Перемога  |
| 2014 | Canadian Screen Awards               | Найкраща жіноча роль                                   | Кас і Ділан                        | Номінація |
| 2014 | ACTRA Award                          | Найкраща жіноча роль                                   | Чорна сирітка                      | Номінація |
| 2014 | Vancouver Film Critics Circle        | Найкраща акторка у канадському фільмі                  | Фотосесія                          | Номінація |
| 2014 | Gracie Awards                        | Найкращий жіночий прорив                               | Чорна сирітка                      | Перемога  |
| 2014 | Вибір телевізійних критиків          | Найкраща жіноча роль у драматичному серіалі            | Чорна сирітка                      | Перемога  |
| 2014 | Асоціація телевізійних критиків      | Премія за особисті досягнення у драмі                  | Чорна сирітка                      | Номінація |
| 2014 | Constellation Awards                 | Найкраща жіноча роль у науково-фантастичному серіалі   | Чорна сирітка                      | Перемога  |
| 2014 | Constellation Awards                 | Видатний вклад у канадське телебачення                 | Чорна сирітка                      | Перемога  |
| 2014 | EWwy Awards                          | Найкраща акторка у драматичному серіалі                | Чорна сирітка                      | Перемога  |
| 2015 | Премія гільдії кіноакторів США       | Найкраща жіноча роль у драматичному серіалі            | Чорна сирітка                      | Номінація |
| 2015 | ACTRA Award                          | Найкраща жіноча роль                                   | Чорна сирітка                      | Перемога  |
| 2015 | Canadian Screen Awards               | Найкраща жіноча роль у драматичному серіалі            | Чорна сирітка                      | Перемога  |
| 2015 | Еммі                                 | Найкраща жіноча роль у драматичному серіалі            | Чорна сирітка                      | Номінація |
| 2016 | Canadian Screen Awards               | Найкраща жіноча роль у драматичному серіалі            | Чорна сирітка                      | Перемога  |
| 2016 | Еммі                                 | Найкраща жіноча роль у драматичному серіалі            | Чорна сирітка                      | Перемога  |
| 2016 | Вибір телевізійних критиків          | Найкраща жіноча роль у драматичному серіалі            | Чорна сирітка                      | Номінація |
| 2016 | ACTRA Award                          | Найкраща жіноча роль                                   | Чорна сирітка                      | Номінація |
| 2017 | Супутник                             | Найкраща жіноча роль у телевізійному серіалі — драма   | Чорна сирітка                      | Номінація |
| 2017 | Canadian Screen Awards               | Найкраща жіноча роль у драматичному серіалі            | Чорна сирітка                      | Перемога  |
| 2017 | Canadian Screen Awards               | Найкраща телеакторка — драма                           | Чорна сирітка                      | Перемога  |
| 2017 | Canadian Screen Awards               | Найкраща жіноча роль                                   | Друга половина                     | Перемога  |
| 2017 | ACTRA Award                          | Найкраща жіноча роль                                   | Двоє закоханих і ведмідь           | Номінація |